# Хидэсима, Дайсукэ
Дайсукэ Хидэсима (яп. 秀島 大介; род. 7 декабря 1970, Фукуока) — японский дзюдоист, чемпион и призёр чемпионатов Японии и мира.

## Карьера
Выступал в лёгкой весовой категории (до 71 кг). Чемпион (1995), серебряный (1993, 1994) и бронзовый (1992) призёр чемпионатов Японии. Победитель (1992) и серебряный призёр (1990) розыгрышей престижного международного Кубка Дзигоро Кано. Бронзовый призёр чемпионата мира 1993 года в Гамильтоне. В 1995 году стал чемпионом мира, победив в финале представителя Южной Кореи Квак Тэ Суна.